# Berg-Marienkäfer

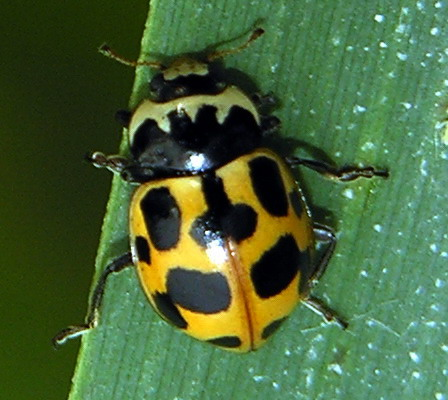

Der Berg-Marienkäfer (Hippodamia notata, Synonym: Ceratomegilla notata) ist ein Käfer aus der Familie der Marienkäfer (Coccinellidae).

## Merkmale
Die Käfer werden 4,5 bis 5,5 Millimeter lang.  Ihre Deckflügel sind gelborange bis rot und tragen schwarze Flecken. Der Halsschild ist überwiegend schwarz gezeichnet, nach vorne ist die Grenzlinie zum hellen Vorderrand stumpf gezackt. Die Beine sind schwarz, teilweise braun gefärbt, die Fühler sind ebenso braun. Die Art kann mit dem Variablen Flach-Marienkäfer (Hippodamia variegata) verwechselt werden, dieser unterscheidet sich jedoch durch seine schwarze Halsschildzeichnung, die kronenförmig abgerundete Zacken besitzt.

## Vorkommen und Lebensweise
Die Tiere besiedeln Waldränder und -lichtungen, aber auch offene Lebensräume. Häufig findet man die Käfer auf Staudenpflanzen wie z. B. auf Brennnesseln. Wie die meisten Marienkäferarten ernähren sich die Imagines und Larven der Berg-Marienkäfer von Blattläusen.

## Belege